# Maxillaria cleistogama
Maxillaria cleistogama é uma espécie de planta do gênero Maxillaria e da família Orchidaceae.

## Taxonomia
A espécie foi descrita em 1977 por Rolf Dieter Illg e Friedrich Gustav Brieger.

## Forma de vida
É uma espécie epífita e herbácea.

## Descrição
Maxillaria cleistogama pode ser confundida com Maxillaria parkeri e Maxillaria rufescens. As diferenças entre Maxillaria cleistogama e Maxillaria parkeri baseiam-se na ornamentação do labelo (maculado vs. nervado), no ápice das sépalas (arredondado ou obtuso vs. agudo), pétalas (arredondado vs. agudo), e do lobo mediano do labelo (retuso vs. arredondado ou emarginado). Com relação a M. rufescens, pode ser distinguida pela forma do pseudobulbo (ovóide vs. elipsoide), pelo ápice das sépalas (arredondado ou obtuso vs. agudo ou mucronado), pétalas (arredondado vs. agudo) e dos lobos laterais do labelo (obtuso vs. agudo), e pela curvatura da coluna (levemente curva vs. fortemente curva).
| Raiz                                               | Raiz                                         |
| -------------------------------------------------- | -------------------------------------------- |
| cor da ponta                                       | verde                                        |
| Caule                                              |                                              |
| crescimento                                        | simpodial/cespitosa/adpresso ao substrato    |
| pseudobulbo                                        | conspícuo                                    |
| forma e textura                                    | ovoide/levemente lateralmente compresso/lisa |
| lâmina da bráctea                                  | ausente                                      |
| Folha                                              |                                              |
| tipo e forma                                       | oblonga                                      |
| ápice                                              | agudo                                        |
| número                                             | 1                                            |
| Inflorescência                                     |                                              |
| tipo                                               | 1 à 2 raque por pseudo/mais curta que folha  |
| Flor                                               |                                              |
| cor e padrão principal das sépalas e pétalas       | amarela/roxa/nervado                         |
| cor e padrão principal do labelo                   | amarelo/maculado                             |
| dorsal sépala e pétala posição em relação a coluna | recurvada                                    |
| formato da sépala                                  | oblonga/ápice arredondado/ápice obtuso       |
| formato da pétala                                  | oblonga/ápice arredondado                    |
| pétala tamanho em relação a sépala                 | mais curta que                               |
| formato do labelo quando inteiro                   | não aplicável                                |
| formato do labelo quando trilobado - lateral lobo  | semi elíptico/ápice obtuso                   |
| formato do labelo quando trilobada - lobo mediano  | oblongo/ápice retuso                         |
| calo                                               | oblongo                                      |
| coluna                                             | levemente curva/pé conspícuo                 |

## Conservação
A espécie faz parte da Lista Vermelha das espécies ameaçadas do estado do Espírito Santo, no sudeste do Brasil. A lista foi publicada em 13 de junho de 2005 por intermédio do decreto estadual nº 1.499-R.

## Distribuição
A espécie é encontrada nos estados brasileiros de Bahia, Espírito Santo, Pará, Paraná, Roraima, Santa Catarina e São Paulo.
Em termos ecológicos, é encontrada nos  domínios fitogeográficos de Floresta Amazônica e Mata Atlântica, em regiões com vegetação de floresta ombrófila pluvial.